# William Wilberforce
William Wilberforce (ur. 24 sierpnia 1759, zm. 29 lipca 1833) był brytyjskim politykiem, filantropem i przywódcą ruchu abolicjonistycznego, stawiającego sobie za cel zniesienie niewolnictwa.
Urodził się w Kingston upon Hull w hrabstwie Yorkshire, gdzie w roku 1780 rozpoczął swoją karierę polityczną; w latach 1784-1812 był niezależnym posłem do parlamentu z okręgu Yorkshire. W roku 1785 doświadczył nawrócenia religijnego i został ewangelikalnym anglikaninem, co spowodowało zmianę jego stylu życia i przejawiało się w pasji reformatorskiej, która nie opuściła go już do końca życia. W 1787 roku nawiązał kontakt z Thomasem Clarksonem i grupą przeciwników handlu niewolnikami, wśród nich byli Grenvill Sharp, Hannah More i Charles Middleton. Przekonali oni Wilberforce'a do swojego programu i wkrótce stał się on wybitną postacią angielskiego ruchu abolicjonistycznego. Przez dwadzieścia sześć lat prowadził w brytyjskim parlamencie kampanię przeciwko handlowi niewolnikami, co w konsekwencji w roku 1807 doprowadziło do uchwalenia ustawy zakazującej handlu niewolnikami (The Slave Trade Act).
Wilberforce podkreślał znaczenie religii, moralności i wykształcenia. Był orędownikiem wielu szlachetnych spraw i promował je, prowadząc liczne kampanie. A zatem: wspierał działania Towarzystwa Walki z Występkiem (ang. Society for Suppression of Vice) i prace misyjne Brytyjczyków w Indiach, utworzenie wolnej kolonii w Sierra Leone, założenie towarzystwa misyjnego Church Mission Society, popierał też działalność Towarzystwa Zapobiegania Okrucieństwu wobec Zwierząt (ang. Society for the Prevention of Cruelty to Animals). Będąc w zasadzie konserwatystą, opowiadał się za ustawodawstwem represyjnym, co ściągnęło na niego oskarżenia o to, że prowadząc kampanie przeciwko niewolnictwu za granicą, nie zauważał niesprawiedliwości w kraju.
W późniejszych latach, nawet po roku 1826, kiedy przestał być już posłem ze względu na słabe zdrowie, wspierał kampanię na rzecz całkowitego zniesienia niewolnictwa. Ta ostatnia kampania doprowadziła do uchwalenia w 1833 roku Slavery Abolition Act, która znosiła niewolnictwo na obszarze prawie całego Imperium Brytyjskiego. Wilberforce umarł trzy dni po tym, kiedy dowiedział się, że przeprowadzenie ustawy przez parlament nie budzi wątpliwości. Został pochowany w Opactwie westminsterskim, blisko swojego przyjaciela Williama Pitta.

## Dzieciństwo i młodość
William Wilberforce urodził się 24 sierpnia 1759 roku w domu przy ulicy High Street w Hull w hrabstwie East Riding of Yorkshire jako jedyny syn bogatego kupca Roberta Wilberfoce’a (1728-1768) i jego żony Elizabeth Bird (1730-1798). Został ochrzczony 29 września 1759 roku w Seaton Ross w hrabstwie East Riding. Jego dziadek, William (1690-1776), dorobił się majątku na handlu morskim z krajami bałtyckimi, był dwa razy wybierany na burmistrza Hull.

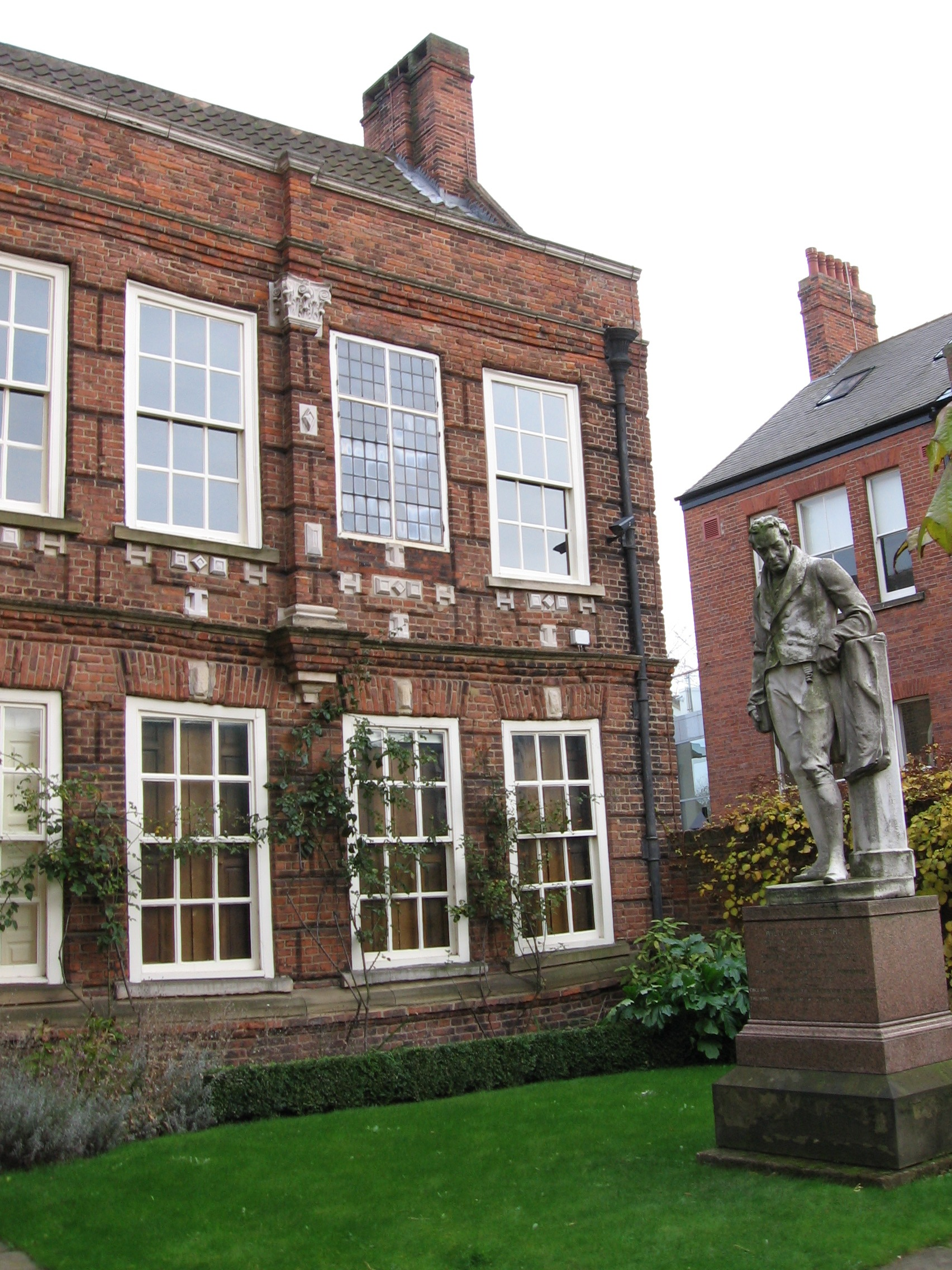
Pomnik Williama Wilberforce'a przed jego domem, jego miejsce urodzenia w Hull.

Wilberforce był drobnym, chorowitym i delikatnym dzieckiem o słabym wzroku. W roku 1767 zaczął uczęszczać do szkoły typu grammar school, prowadzonej wtedy przez młodego, dynamicznego dyrektora Josepha Milnera, który potem został jego dozgonnym przyjacielem. Do roku 1768, kiedy umarł jego ojciec, William korzystał z przyjaznej atmosfery panującej w szkole. Potem, ze względu na to, że matka z trudem dawała sobie radę z utrzymaniem rodziny, dziewięcioletni William wyjechał do zamożnych krewnych w Londynie. Jego wujek i ciotka posiadali tam dom na St. James Place, a drugi dom w Wimbledonie, będącym wtedy podlondyńską miejscowością. Przez dwa lata uczęszczał do "zwyczajnej" szkoły z internatem w Puenty, a na wakacje wyjeżdżał do Wimbledonu, gdzie bliżej poznał i polubił swoich krewnych. Pod wpływem ciotki Hannah – siostry bogatego kupca Johna Thorntona i zwolenniczki metodystycznego kaznodziei George'a Whitefielda – Wilberforce zainteresował się chrześcijaństwem ewangelikalnym.
Matka i dziadek Wilberforce’a, zagorzali anglikanie, zaalarmowani nonkonformistycznymi wpływami i skłonnościami do ewangelikalizmu, w roku 1771 sprowadzili dwunastoletniego syna z powrotem do Hull. Wilberforce był zrozpaczony tym, że został oddzielony od swego wujka i ciotki. Ponieważ rodzina nie zgodziła się na jego powrót do szkoły w Hull, dyrektorem jej był wtedy metodysta, od 1771 do 1776 kontynuował on naukę w pobliskiej szkole w Pockington. Panujące wtedy surowe zasady metodystyczne, wpłynęły negatywnie na życie towarzyskie Wilberforce’a, ale kiedy jego religijny zapał zelżał, chętnie chodził do teatru, uczęszczał na bale, a także grywał w karty.
W październiku 1776 roku w wieku lat siedemnastu, Wilberforce wstąpił do St John’s College na Uniwersytecie Cambridge. Po śmierci dziadka i wujka, odpowiednio w latach 1776 i w 1777, stał się bogaty i niezależny, nie musiał więc dalej oddawać się poważnym studiom. Zamiast tego, zanurzył się w studenckim życiu towarzyskim i prowadził hedonistyczny styl życia: grywał w karty, uprawiał hazard i bywał na pijatykach trwających do samego rana – chociaż ekscesy niektórych jego kolegów wydawały mu się obrzydliwe. Dowcipny, hojny a także doskonały rozmówca, Wilberforce był bardzo popularną postacią. Znalazł wielu przyjaciół, w tym bardziej od niego pracowitego przyszłego premiera Williama Pitta. Pomimo jego stylu życia i braku zainteresowania studiowaniem, zdał wszystkie egzaminy. W 1781 otrzymał licencjat w dziedzinie nauk humanistycznych, a w 1788 uzyskał stopień magistra nauk humanistycznych.

## Wczesna kariera parlamentarna
Wilberforce będąc jeszcze na uniwersytecie zaczął zastanawiać się nad rozpoczęciem kariery politycznej. Podczas zimy 1779-1780 on i Pitt często obserwowali z galerii obrady Izby Gmin. Pitt już wybrał drogę kariery politycznej i zachęcił do niej Wilberforce'a; chciał aby razem ubiegali się o mandat do parlamentu. We wrześniu 1780 roku w wieku lat dwudziestu jeden, będąc jeszcze studentem, Wilberforce został wybrany posłem do parlamentu z okręgu Kingstone upon Hull. Aby zapewnić sobie niezbędną liczbę głosów, zgodnie z ówczesnym zwyczajem, wydał ponad 8000 funtów. Wolny od trosk finansowych, Wilberforce zasiadał jako poseł niezależny i zdecydował się być człowiekiem bezpartyjnym – "no party man". Często był krytykowany za brak konsekwencji; zgodnie z własnym sumieniem popierał raz rządy Torysów, raz Wigów, współpracował ściśle z partią rządzącą, ale głosował nad poszczególnymi wnioskami zgodnie z ich wartością merytoryczną. Wilberforce brał regularnie udział w pracach parlamentu, choć jako stały bywalec klubów dżentelmenów, takich jak Goostree's i Boodle's na Pall Mall w Londynie, utrzymywał też ożywione kontakty towarzyskie. Madame de Staël, pisarka i dama należąca do tego eleganckiego świata, nazwała go najdowcipniejszym człowiekiem w Anglii, (ang. "the wittiest man in England"). Georgiana Cavendish przywołała opinię księcia Walii na temat Wilberforce'a, książę podobno miał powiedzieć, że udałby się na koniec świata, by móc usłyszeć jak śpiewa. Wilberforce z bardzo dobrym skutkiem wykorzystywał swój wspaniały głos w politycznych przemówieniach. Pamiętnikarz James Boswell był świadkiem elokwencji Wilberforce’a w Izbie Gmin. Zauważył on: Dostrzegłem, co wydawało się ledwie krewetką na talerzu; ale w miarę jak słuchałem dalej, rósł on i rósł, aż krewetka przemieniła się w wieloryba, (ang. "I saw what seemed a mere shrimp mount upon the table; but as I listened, he grew, and grew, until the shrimp became a whale.").
W czasie częstych zmian rządu w latach 1781-1784 Wilberforce wspierał swojego przyjaciela Pitta w debatach parlamentarnych. Na jesieni 1783 roku Pitt, Wilberforce i Edward James Eliot (który później został szwagrem Pitta), w czasie swoich sześciotygodniowych wakacji, podróżowali po Francji. Po trudnym początku w Rheims – gdzie ich obecność wzbudziła podejrzenia policji (posądzono ich że byli angielskimi szpiegami) – odwiedzili Paryż, spotkali się z Benjaminem Franklinem, generałem Lafayettem, Marią Antoniną i Ludwikiem XVI, a w Pałacu w Fontainebleau znaleźli wstęp na królewski dwór francuski.
W grudniu 1783 roku Pitt został premierem, a Wilberforce stał się kluczowym stronnikiem jego rządu mniejszościowego. Pomimo bliskiej przyjaźni jaka ich łączyła, nie ma żadnych dowodów na to, że Pitt zaoferował Wilberforce'owi jakieś stanowisko ministerialne w pierwszym jego rządzie, czy też w następnych. Wynikało to być może z tego, że Wilberforce chciał zachować niezależność, ale mogło być to również spowodowane częstą opieszałością i dezorganizacją Wilberforce'a i tym, że miał on chroniczne problemy ze wzrokiem, które często uniemożliwiały mu czytanie. Kiedy na wiosnę 1784 roku parlament został rozwiązany, to w wyborach powszechnych tego roku, Wilberforce zdecydował się kandydować z okręgu Yorkshire. 6 kwietnia, mając dwadzieścia cztery lata, został ponownie wybrany posłem do parlamentu, tym razem z okręgu Yorkshire.

## Nawrócenie religijne
W październiku 1784 roku Wilberforce wyruszył w podróż po Europie, która odmieniła jego życie i przyszłą karierę. Podróżował ze swoją matką i siostrą w towarzystwie Isaaca Milnera – bardzo inteligentnego, młodszego brata dyrektora swojej pierwszej szkoły, nauczyciela akademickiego w Queens' College, Cambridge, w roku, w którym Wilberforce rozpoczął studia. Poznali francuską riwierę, spędzali czas na wystawnych obiadach, grze w karty i hazardzie. W lutym 1785 roku Wilberforce na krótko wrócił do Londynu, aby poprzeć propozycje reform parlamentarnych Pitta. Z pozostałymi podróżnikami spotkał się ponownie w Genui we Włoszech, stamtąd udali się do Szwajcarii. W drodze powrotnej do Anglii Wilberforce i Milner, który mu towarzyszył, czytali książkę Philipa Doddridge’a, osiemnastowiecznego angielskiego duchownego, zatytułowaną Wzrost i postęp religii w duszy, (ang. The Rise and Progress of Religion in the Soul).

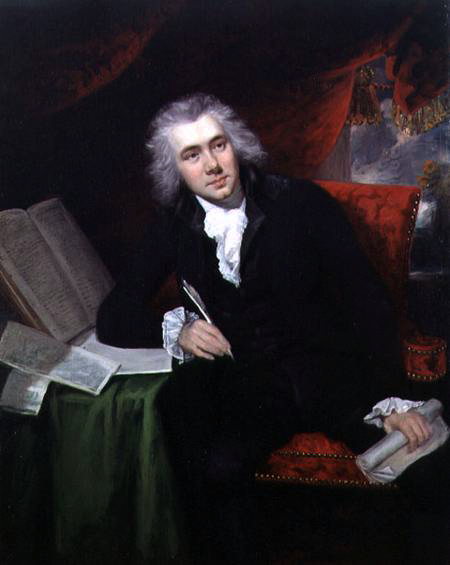
Portret Williama Wilberforce’a w wieku 29 lat, pędzla Johna Risinga, namalowany w 1790

Uważa się, że duchowa podróż Wilberforce'a rozpoczęła się właśnie w tym czasie. Zaczął on wcześnie rano wstawać, aby czytać Biblię i modlić się; zaczął też pisać swój prywatny dziennik. Doświadczył tego, co określa się mianem nawrócenia ewangelicznego (evangelical conversion): żałował za dotychczasowe grzechy i jako ekspiację za nie chciał poświęcić resztę swojego życia na pracy w służbie Bogu. Nawrócenie zmieniło niektóre z jego przyzwyczajeń, ale nie jego naturę: na zewnątrz pozostał człowiekiem pogodnym, odnosił się z szacunkiem i zainteresowaniem do swoich rozmówców, przy czym starał się skłonić ich do swojej nowej wiary. W głębi duszy doświadczał dręczących konfliktów, był bezlitośnie samokrytyczny, surowo oceniał własną duchowość, korzystanie z czasu, próżność, panowanie nad sobą i stosunki z innymi.
W owym czasie entuzjazm religijny powszechnie uchodził za naruszenie norm dobrego towarzystwa i był społecznie napiętnowany. Ewangelikalni protestanci pośród klas wyższych, tacy jak Sir Richard Hill, poseł wyznania metodystycznego z Shropshire, i Selina Hastings, księżna Huntingdon, byli narażeni na pogardę i lekceważenie. Z powodu swojego nawrócenia, Wilberforce zaczął kwestionować swoją obecność w życiu publicznym. Zwrócił się on o poradę do Johna Newtona, czołowego duchownego ewangelikalnego w Kościele Anglii, proboszcza kościoła St. Mary Woolnoth w londyńskiej City. Zarówno Newton jak i jego przyjaciel Pitt doradzali Wilberforce’owi, aby pozostał w polityce. Wilberforce nie tylko został w polityce, ale postanowił zająć się nią ze zwiększoną gorliwością i sumiennością, (ang. "with increased diligence and conscientiousness"). Od tego czasu jego poglądy polityczne były ożywiane wiarą i pragnieniem szerzenia chrześcijaństwa i chrześcijańskiej etyki, tak w życiu publicznym, jak i prywatnym. Jego poglądy były często głęboko konserwatywne, przeciwstawiał się radykalnym zmianom porządku politycznego i społecznego danego przez Boga, koncentrował swą uwagę na takich sprawach, jak przestrzeganie dnia świętego i wykorzenienie zła przez wychowanie i reformę moralną. Ze względu na swój konserwatyzm nie był on darzony zaufaniem wśród zwolenników postępu społecznego, ale także wśród wielu Torysów, którzy uważali ewangelikalnych za radykałów dążących do obalenia Kościoła i państwa.
W roku 1786, aby być blisko parlamentu, Wilberforce wynajął dom przy Old Palace Yard w Westminsterze. Jako parlamentarzysta próbował przeprowadzić projekt ustawy Registration Bill, który proponował pewne niewielkie zmiany procedur wyborczych do parlamentu. Wilberforce przedłożył także projekt ustawy ułatwiającej wykorzystanie ciał gwałcicieli, podpalaczy i złodziei po ich egzekucji dla celów dysekcji. W tym samym projekcie ustawy znajdowała się również propozycja zmniejszenia wyroków dla kobiet skazanych za zdradę: przestępstwo, które wtedy obejmowało również zabójstwo męża. Oba projekty ustaw przeszły przez Izbę Gmin, zostały jednak odrzucone w Izbie Lordów.

## Zniesienie handlu niewolnikami

### Wstępna decyzja
Do handlu niewolnikami Brytyjczycy włączali się stopniowo, począwszy od XVI wieku. Do roku 1783 handlowano w trójkącie, tzn.: brytyjskie towary sprzedawano w Afryce, tam kupowano niewolników, których transportowano do Indii Zachodnich, a stamtąd zaś przywożono do Wielkiej Brytanii cukier, tytoń i bawełnę, które były owocami pracy niewolników. Dochody z tego handlu stanowiły około 80% dochodów z handlu zagranicznego Wielkiej Brytanii. Brytyjskie statki zdominowały handel niewolnikami, zaopatrując francuskie, hiszpańskie, holenderskie, portugalskie i brytyjskie kolonie. W szczytowych latach tego handlu rocznie przewożono czterdzieści tysięcy mężczyzn, kobiet i dzieci na drugą stronę Atlantyku w strasznych warunkach. Ocenia się, że około 11 milionów Afrykańczyków przewieziono do pracy niewolniczej, z czego około 1,4 miliona umarło podczas tej podróży.
Na ogół przyjmuje się, że brytyjska kampania na rzecz zniesienia handlu niewolnikami rozpoczęła się w latach osiemdziesiątych osiemnastego wieku wraz z ustanowieniem przez kwakrów komitetów przeciw niewolnictwu i po przedstawieniu przez nich w parlamencie w roku 1783 pierwszej petycji na temat handlu niewolnikami. Tego samego roku William Wilberforce, podczas obiadu ze swoim dawnym przyjacielem Gerardem Edwardsem, spotkał wielebnego Jamesa Ramsaya, chirurga na statku i nadzorcę medycznego na plantacji na wyspie Saint Kitts, gdzie został pastorem. Ramsay był przerażony warunkami jakie zmuszani byli znosić niewolnicy, zarówno podczas transportu, jak i na plantacjach. Kiedy w 1781 roku po piętnastu latach wrócił do Anglii i przyjął beneficjum w miejscowości Teston, zapoznał się tam z grupą osób, która później znana była jako Testończycy, (ang. Testonites); wśród nich byli między innymi Charles Middleton, Lady Middleton, Thomas Clarkson, Hannah More. Byli oni zainteresowani szerzeniem chrześcijaństwa i naprawy moralnej w Brytanii i za granicą, jednocześnie niepokoiły ich chrześcijańskie sumienia relacje Ramsaya o niemoralnym stylu życia właścicieli niewolników, okrutnym sposobie traktowania niewolników i o braku nauczania religijnego na plantacjach. Z ich pomocą i zachętą Ramsay spędził trzy lata na pisaniu eseju zatytułowanego Esej o traktowaniu i nawracaniu afrykańskich niewolników na brytyjskich plantacjach trzciny cukrowej, (ang. An essay on the treatment and conversion of African slaves in the British sugar colonies). Esej ten wyrażał opinie w najwyższym stopniu krytyczne o niewolnictwie w Indiach Zachodnich. Książka, którą opublikowano w 1784 roku, wywrze niebawem znaczący wpływ na wzrost świadomości i zainteresowanie społeczeństwa kwestiami niewolnictwa. Wywołała ona również gniew plantatorów z Indii Zachodnich, którzy w kolejnych latach po publikacji książki, w serii traktatów sławiących niewolnictwo, atakowali Ramsaya i jego idee.

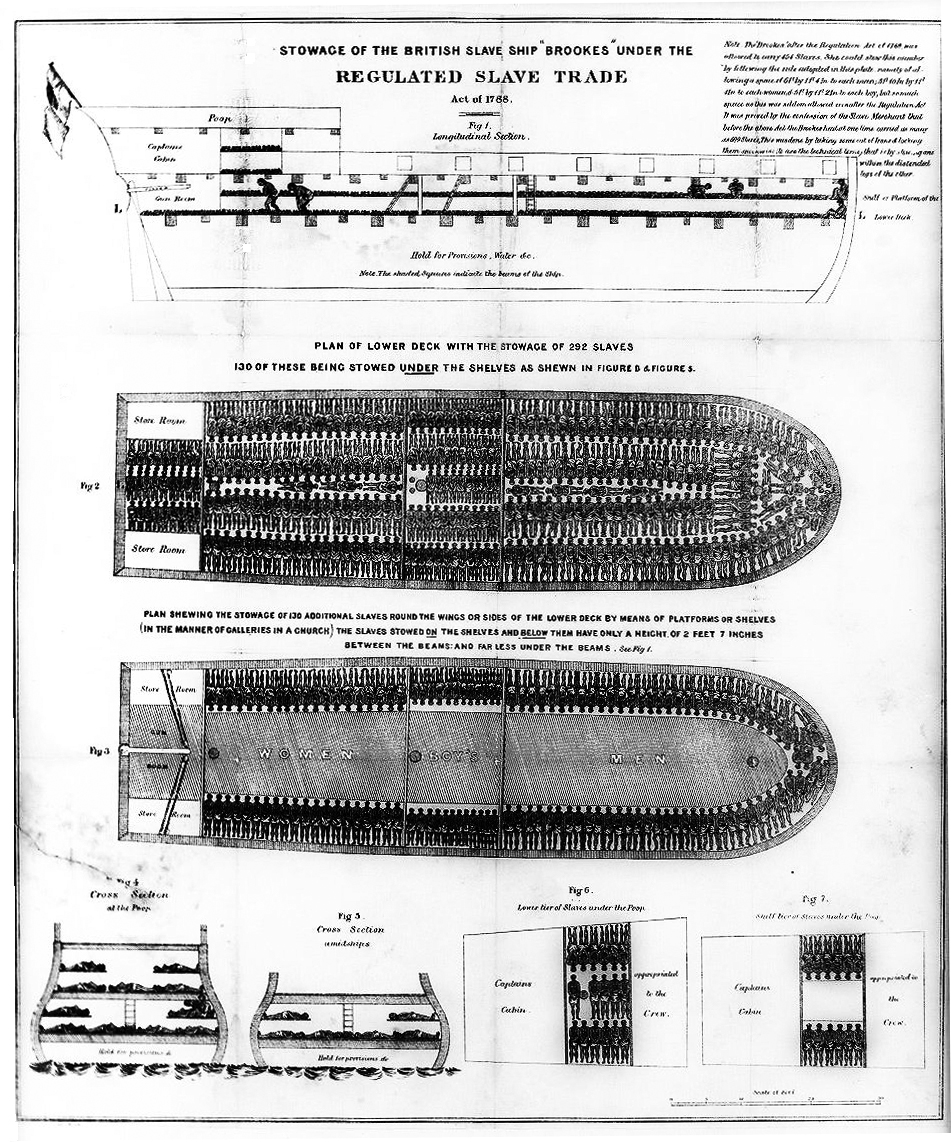
Schemat statku Brookes przewożącego niewolników, ilustrujący nieludzkie warunki jakie istniały na pokładach tego typu statków

Wilberforce najwidoczniej nie poszedł od razu śladem Ramsaya, dopiero trzy lata później, zainspirowany swoją nową wiarą, skierował uwagę na reformę humanitarną. W listopadzie 1786 roku otrzymał list od Charlsa Middletona, który ponownie wyzwolił w nim chęć zainteresowania handlem niewolnikami. Za namową Lady Middleton, sir Charles zasugerował Wilberforce’owi poruszenie w parlamencie sprawy zakazu handlu niewolnikami. Wilberforce odpowiedział, że odczuwał wielką wagę sprawy i uważał, że nie podoła zadaniu mu powierzonemu, mimo to nie mógłby wprost odmówić jej podjęcia, (ang. "he felt the great importance of the subject, and thought himself unequal to the task allotted to him, but yet would not positively decline it"). Zaczął od możliwie dokładnego zapoznania się z lekturą na temat niewolnictwa, a zimą 1786-87 spotkał się z Testończykami w domu Middletona w Barham Court w Teston.
Na początku 1787 roku Thomas Clarkson – kolega Wilberforce'a z tego samego roku ze studiów w Cambridge i abolicjonista, który jeszcze na studiach napisał nagrodzony esej na temat niewolnictwa – zaprosił Wilberforce’a do pałacu Old Palace Yard z opublikowaną kopią swojej studenckiej pracy. Wtedy spotkali się po raz pierwszy, a ich współpraca będzie jeszcze trwała niemal pięćdziesiąt lat. Clarkson zaczął odwiedzać Wilberforce’a co tydzień, przynosząc autentyczne świadectwa z pierwszej ręki o handlu niewolnikami, które udało mu się zdobyć. Kwakrzy, którzy już pracowali nad abolicją, również zauważyli konieczność wpłynięcia na parlament, ponaglali Clarksona, aby ten uzyskał zobowiązanie Wilberforce'a do poruszenia sprawy abolicji w Izbie Gmin.
Bennet Langton, właściciel ziemski z Linconlnshire i wspólny znajomy Wilberforce’a i Clarksona, miał zaaranżować formalne spotkanie, aby przedstawić Wilberforce'owi prośbę o prowadzenie kampanii w parlamencie. Przyjęcie odbyło się 13 marca 1787 roku, obecni na nim byli Charles Middleton, Sir Joshua Reynolds, William Windham, James Boswell and Isaac Hawkins Browne. Pod wieczór Wilberforce zgodził się na ogólnych warunkach, że przedstawi kwestię zakazu handlu niewolnikami w parlamencie, o ile nie znajdzie się żadna odpowiedniejsza osoba, (ang. "provided that no person more proper could be found").
12 maja 1787 roku, jeszcze tej samej wiosny, na słynnym spotkaniem pod wielkim dębem na posiadłości Pitta w Kent, wahający się ciągle Wilberforce rozmawiał z pełniącym funkcję premiera Williamem Pittem i Williamem Grenvillem przyszłym premierem. Pod "dębem Wilberforce'a" w Holwood, jak będzie się od tej pory mówić, Pitt mobilizował swojego przyjaciela mówiąc: Wilberforce, dlaczego nie zwracasz uwagi na wniosek w sprawie Handlu Niewolnikami? Zadałeś sobie już bardzo dużo trudu zbierając świadectwa i jesteś w pełni upoważniony do jej podjęcia, co czyniąc zyskasz większą pewność. Nie trać czasu, w przeciwnym razie twoje miejsce zajmie ktoś inny. (ang. "Wilberforce, why don’t you give notice of a motion on the subject of the Slave Trade? You have already taken great pains to collect evidence, and are therefore fully entitled to the credit which doing so will ensure you. Do not lose time, or the ground will be occupied by another."). Odpowiedź Wilberforce’a nie została nigdzie zapisana, ale później, pod koniec życia, oświadczył: wyraźnie pamiętam dokładnie ten pagórek, na którym siedziałem blisko Pitta i Grenville’a (ang. "distinctly remember the very knoll on which I was sitting near Pitt and Grenville").
Zaangażowanie Wilberforce’a w ruchu abolicjonistycznym było motywowane przez chęć sprawdzenia swoich chrześcijańskich zasad w działaniu, jak również z potrzeby służenia Bogu w życiu publicznym. Tak on jak i inni ewangelikalni protestanci byli przerażeni tym, co uważali za niemoralny i niechrześcijański handel, jak również chciwością i zachłannością właścicieli i kupców. Wilberforce czuł się powołany przez Boga, kiedy w 1787 roku pisał w jednym z czasopism: Wszechmogący Bóg postawił przede mną dwa wielkie zadania, powstrzymanie handlu niewolnikami i reformę obyczajów, (ang. "God Almighty has set before me two great objects, the suppression of the Slave Trade and the Reformation of Manners [moral values]"). Ewangelikalni protestanci, którzy skądinąd łączeni byli z mało popularnymi kampaniami przeciw występkom i niemoralności, poprzez angażowanie się w widoczny sposób w bardzo popularny ruch przeciwników niewolnictwa, służyli poprawie swojej pozycji w społeczeństwie.

### Początkowe działania w parlamencie
22 maja 1787 roku odbyło się pierwsze zebranie towarzystwa pod nazwą Society for Effecting the Abolition of the Slave Trade, stawiającego sobie za cel wprowadzenie w życie zakazu handlu niewolnikami. Towarzystwo utworzyli ludzie mający podobne zapatrywania: brytyjscy kwakrzy i anglikanie. Po raz pierwszy połączyli się oni razem w tej samej organizacji. Komitet zdecydował się na prowadzenie kampanii przeciwko handlowi niewolnikami, nie zaś przeciwko samemu niewolnictwu. Wielu członków komitetu wierzyło, że niewolnictwo zniknie, jako naturalna konsekwencja zakazu handlu niewolnikami. Wilberforce, chociaż nieformalnie angażował się w prace komitetu, oficjalnie nie przyłączył się aż do roku 1791.

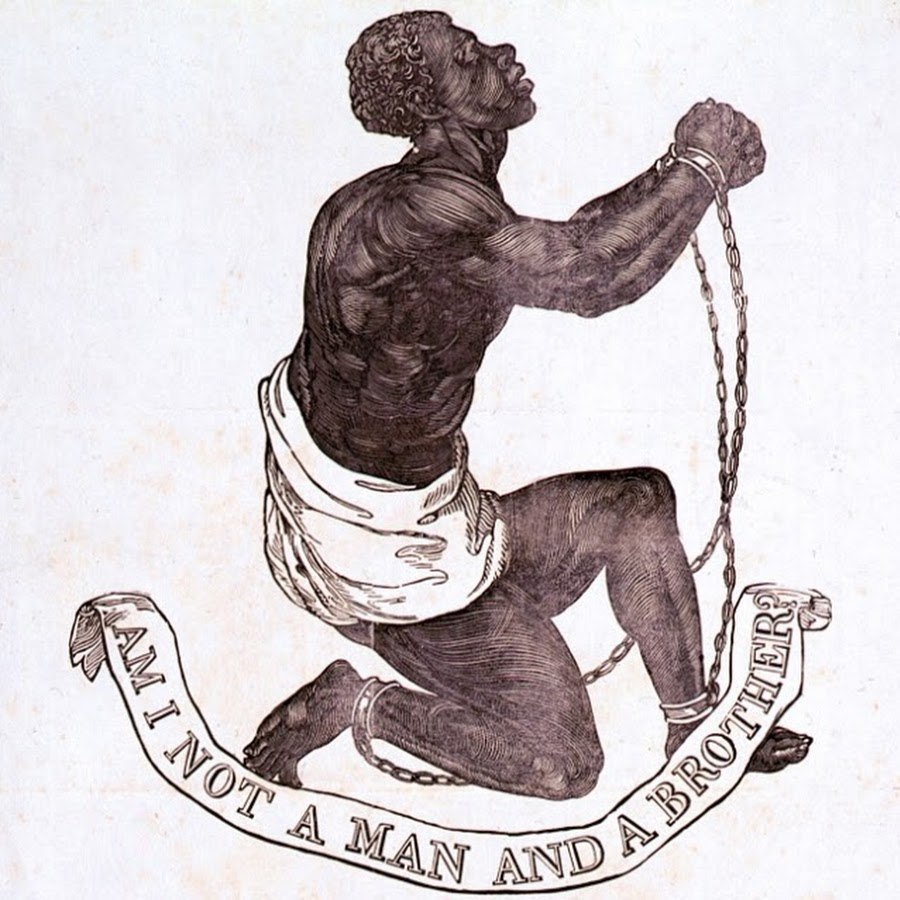
"Czy nie jestem człowiekiem i bratem?" Medallion wybity w ramach kampanii przeciwko niewolnictwu przez Josiaha Wedgwooda, 1787

Towarzystwo odniosło duży sukces w budzeniu świadomości społecznej i w zdobywaniu poparcia dla swoich celów; w całej Wielkiej Brytanii powstawały oddziały lokalne towarzystwa. Clarkson podróżował po kraju zbierając informacje i świadectwa od osób bezpośrednio uwikłanych i dotkniętych niewolnictwem. W tym czasie komitet prowadził kampanię, wymyślając zupełnie nowe techniki zdobywania zwolenników, takie jak: lobbing, pisanie pamfletów, organizowanie publicznych spotkań, zwracanie uwagi prasy, organizowanie bojkotów; powstało nawet logo kampanii: obraz klęczącego niewolnika z podpisem Czy nie jestem człowiekiem i bratem?, (ang. "Am I not a Man and a Brother?"). Logo zaprojektował znany garncarz Josiah Wedgwood. Komitet starał się także wpłynąć na państwa zajmujące się handlem niewolnikami Francję, Hiszpanię, Portugalię, Danię, Holandię, Stany Zjednoczone, poprzez prowadzenie korespondencji z aktywistami ruchu abolicjonistycznego w tych krajach i organizowanie tłumaczeń pamfletów i książek z języka angielskiego. Niektóre z tych książek były również pisane przez byłych niewolników, np. Ottobah Cugoano i Olaudah Equiano; ich książki ukazały się odpowiednio w latach 1787 i 1789. Wywarły one znaczący wpływ na opinie o niewolnictwie i handlu niewolnikami. Wolni Afrykanie, tacy jak Ottobah Cugoano i Olaudah Equiano, nazywani synami Afryki, (ang. "Sons of Africa"), przemawiali na spotkaniach Towarzystwa, pisali porywające listy do gazet, czasopism i wybitnych postaci, byli też autorami publicznych listów poparcia dla sojuszników kampanii abolicyjnej. W roku 1788 i w następnych latach do parlamentu napłynęły setki petycji z setkami tysięcy podpisów przeciwko handlowi niewolnikami. Kampania ta okazała się pierwszą na świecie oddolną kampanią, w której mężczyźni i kobiety z różnych grup społecznych i różnych środowisk z własnej woli zaangażowali się w sprawę zakończenia niesprawiedliwości, która dotykała innych.
Wilberforce planował wprowadzenie wniosku zawiadamiającego o przedłożeniu projektu ustawy zakazującej handlu niewolnikami na następną sesję w roku 1789. W styczniu 1788 roku zachorował, do czego prawdopodobnie przyczynił się stres. Obecnie przypuszcza się, że choroba była spowodowana wrzodziejącym zapaleniem jelita grubego. Minęło parę miesięcy od początku choroby, kiedy mógł znowu zabrać się do pracy. Rekonwalescencję odbywał w Bath i Cambridge. Z powodu regularnych ataków chorób żołądkowo-jelitowych, dla złagodzenia bólu, brał opium; od tego czasu używał go do końca życia.
Podczas nieobecności Wilberforce’a, Pitt, który przez długi czas wspierał sprawę abolicji, sam wystąpił ze wstępnym wnioskiem i zarządził, aby Tajna Rada Królewska (Privy Council) zbadała sprawę handlu niewolnikami, po czym Izba Gmin zajęła się dalej tą sprawą.
Po opublikowaniu w 1789 roku raportu Tajnej Rady Królewskiej i po miesiącach planowania Wilberforce ponownie podjął kampanię parlamentarną. 12 maja 1789 roku w Izbie Gmin wygłosił swoje pierwsze ważne przemówienie na temat abolicji. W przemówieniu tym argumentował, że handel niewolnikami jest moralnie naganny i jego zakaz jest kwestią naturalnego poczucia sprawiedliwości. Korzystając z licznych świadectw zgromadzonych przez Thomasa Clarksona, opisał szczegółowo przerażające warunki, w których niewolnicy byli przewożeni i argumentował, że zakazanie handlu przyniesie również poprawę warunków życia niewolników w Indiach Zachodnich. Wilberforce zgłosił dwanaście rezolucji potępiających handel niewolnikami, nie odniósł się jednak do zniesienia samego niewolnictwa, zamiast tego zastanawiał się nad możliwościami reprodukcji istniejącej populacji niewolników, w przypadku gdyby zakazano handlu. W miarę jak opinia publiczna odwracała się od przeciwników abolicji, starali się oni opóźniać głosowanie, proponując aby Izba Gmin wysłuchała ich własnych świadectw. Wilberforce, choć niechętnie, przystał na tę propozycję. Był on potem za to krytykowany i oskarżany, że mimowolnie przyczynił się do przedłużenia handlu niewolnikami. Przesłuchania nie zakończyły się przed końcem sesji parlamentu i dlatego zostały odroczone do następnego roku. W międzyczasie Wilberforce i Clarkson próbowali bez powodzenia skorzystać z egalitarnej atmosfery Rewolucji Francuskiej i naciskali na Francję, aby ta zakazała handlu niewolnikami. Niezależnie od tych zabiegów, handel niewolnikami zakończył się we Francji w roku 1794 na skutek buntu niewolników na Santo Domingo; w roku 1802 Napoleon przywrócił handel niewolnikami, choć na krótko.
W styczniu 1790 roku Wilberforce'owi udało się przyśpieszyć przesłuchania poprzez uzyskanie zgody na powstanie komisji specjalnej do rozpatrywania ogromnej ilości świadectw tylko tej jednej sprawy; dotychczas zajmowała się tym komisja całej izby, (ang. committee of the whole house), rozpatrująca wszystkie projekty ustaw. Dom Wilberforce'a przy Old Place Yard stał się centrum kampanii abolicjonistów i miejscem, gdzie określano strategie działania. Wnioskodawcy w innych sprawach również oblegli jego dom. Według Hannah More, poczekalnia jego domu była wypełniona od wczesnych godzin, jak Arka Noego, pełna wszelkich zwierząt czystych i nieczystych, (ang. "Noah's Ark, full of beasts clean and unclean").

Nie porzucajmy nadziei, gdyż chwalebna jest nasza sprawa, a wnet sukces ukoronuje nasze wysiłki. Jedno zwycięstwo już żeśmy odnieśli; zyskaliśmy dla tych niebożąt to, że rozpoznajemy w nich ludzką naturę, której przez chwilę niegodziwie im odmawiano. I to są pierwsze owoce naszych wysiłków; wytrwajmy w pracy a zwycięstwo nasze będzie pełne. Nigdy, przenigdy nie zaprzestaniemy naszych wysiłków, aż nie wymażemy tego skandalu z chrześcijańskiego imienia, aż nie uwolnimy się od ciężaru winy, pod którym obecnie się uginamy, aż nie położymy kresu wszelkim śladom tego okrutnego handlu, w który przyszłe pokolenia, patrząc wstecz na historię naszego wieku oświecenia, nie będą mogły uwierzyć, że okrywał hańbą i niesławą nasz kraj aż tak długo.

W czerwcu 1790 roku, kiedy komitet ostatecznie zakończył już przesłuchania świadków, działania komisji zostały przerwane przez wybory powszechne. W kwietniu 1791 roku w bardzo logicznym, racjonalnym przemówieniu trwającym cztery godziny, Wilberforce przedstawił pierwszy projekt ustawy zakazującej handlu niewolnikami. Jednak po dwóch dniach debat projekt ustawy łatwo przepadł w głosowaniu stosunkiem głosów 163 do 88. W reakcji na wzrost radykalizmu po Rewolucji francuskiej i na bunt niewolników we Francuskich Indiach Zachodnich, klimat polityczny przechylił się na stronę konserwatywną. Publiczna histeria w owym czasie była tak wielka, że nawet sam Wilberforce był posądzany przez niektórych o bycie jakobińskim agitatorem.
To był jedynie początek przewlekłej kampanii parlamentarnej, podczas której mimo frustracji i wrogości zaangażowanie Wilberforce’a nigdy nie osłabło. W jego pracy wspierała go grupa bliskich przyjaciół z południowego Londynu, których prześmiewca Sydney Smith określił mianem
kliki z Clapham, (ang. Clapham Sect). Do grupy tej należał jego przyjaciel i kuzyn Henry Thornton. Wyznając ewangelikalne chrześcijańskie przekonania, w parlamencie uchodzili za "Świętych". Mieszkali oni w ogromnych, przylegających do siebie domach w Clapham, w owym czasie niewielkiej miejscowości na południe od Londynu. W 1792 Wilberforce przyjął zaproszenie od Herny’ego Thorntona, aby zamieszkał w jego domu. W 1796, kiedy Thornton zawarł małżeństwo, Wilberforce przeprowadził się do swojego domu. "Święci" byli wspólnotą nieformalną, którą charakteryzowała zażyłość stosunków, a także poświęcenie w praktykowaniu chrześcijaństwa i sprzeciwianie się niewolnictwu. Członkowie grupy prowadzili swobodne życie rodzinne, odwiedzali się w swoich domach i ogrodach i dyskutowali na tematy religijne, społeczne, polityczne, które ich interesowały.
Zwolennicy niewolnictwa utrzymywali, że afrykańscy niewolnicy byli nie do końca ludźmi i dlatego niewola im dobrze służy. Wilberforce, grupa “Clapham Sect” i inni pragnęli pokazać, że Afrykanie, a w szczególności wyzwoleni niewolnicy, byli zdolni funkcjonować poza systemem niewolnictwa, że byli w stanie utrzymać dobrze zorganizowane społeczeństwo, handel i rolnictwo. W 1792 roku, zainspirowani częściowo utopijną wizją Granville’a Sharpa, włączyli się w zakładanie wolnej kolonii w Sierra Leone, którą zasiedlili czarnymi osadnikami ze Zjednoczonego Królestwa, Nowej Szkocji i Jamajki oraz Afrykańczykami i białymi. Utworzyli spółkę Sierra Leone Company, na którą Wilberforce nie szczędził ani czasu, ani pieniędzy. Założyciele marzyli o idealnym społeczeństwie, w którym ludzie byliby równi niezależnie od rasy. Rzeczywistość była jednak pełna napięć, klęsk nieurodzaju, chorób, wojen i śmierci; niektórzy też wyzbywali się wolności, oddając się w ręce handlarzy niewolników. Z początku kolonia była przedsięwzięciem handlowym, jednak w 1808 roku odpowiedzialność za nią przyjął rząd brytyjski. Kolonia, chociaż czasami dotknięta trudnościami, stała się wkrótce symbolem wyzwolenia spod niewolnictwa; jej mieszkańcy, grupy społeczne i afrykańscy przywódcy plemienni współpracowali, aby zapobiec zniewoleniu u samego źródła. Pomagała też brytyjska marynarka wojenna, która wprowadziła blokadę morską regionu, próbując powstrzymać handel niewolnikami z Sierra Leone.
2 kwietnia 1792 roku Wilberforce ponownie przedłożył projekt ustawy wzywającej do abolicji. Projekt wywołał pamiętną debatę, w której brali udział najwięksi mówcy w Izbie Gmin: William Pitt i Charles James Fox, a także sam Wilberforce. Henry Dundas, ówczesny minister spraw wewnętrznych, zaproponował rozwiązanie kompromisowe, tzw. "gradual abolition", czyli stopniowe wyzwolenie w ciągu paru lat. Propozycja przeszła stosunkiem głosów 230 do 85. Kompromis nie był jednak niczym innym, jak tylko sprytnym wybiegiem, za którym stał zamiar odsunięcia w nieskończoność pełnego wyzwolenia.

### Wojna z Francją
26 lutego 1793 roku miało miejsce jeszcze jedno głosowanie nad projektem ustawy znoszącej handel niewolnikami; projekt odrzucono tym razem niewielką większością ośmiu głosów. Wybuch w tym samym miesiącu wojny z Francją skutecznie zablokował poważne zajmowanie się kwestią abolicji. Politycy oddawali się sprawom ważniejszym: kryzysem narodowym i groźbą inwazji. W tym samym roku i w następnym 1794 Wilberforce bez powodzenia przedstawiał w parlamencie projekty ustaw zakazujących statkom brytyjskim dostarczania niewolników do zagranicznych kolonii. Wilberforce otwarcie wyrażał swoje zaniepokojenie wojną i nakłaniał Pitta i jego rząd do podjęcia większych wysiłków w celu zażegnania wrogości; 31 grudnia 1794 roku wysunął wniosek apelujący do rządu, aby ten szukał pokojowego rozwiązania konfliktu z Francją. Stanowisko to doprowadziło do zerwania długoletniej przyjaźni z Pittem, choć nie na długo.
Abolicja w świadomości społecznej była łączona z Rewolucją Francuską i z grupami radykałów brytyjskich, wynikiem tego był spadek poparcia społecznego dla tej sprawy. W 1795 roku towarzystwo Society for Effecting the Abolition of the Slave Trade przestało organizować spotkania, a Clarkson odszedł na emeryturę by leczyć słabe zdrowie w Krainie Jezior (Lake District). Jednak mimo spadku zainteresowania abolicją w latach dziewięćdziesiątych XVIII wieku, Wilberforce w dalszym ciągu przedstawiał projekty ustaw abolicyjnych.
Wilberforce nie przejawiał wielkiego zainteresowania kobietami. Dopiero mając blisko czterdzieści lat jego przyjaciel Thomas Babinton polecił mu mającą dwadzieścia lat Barbarę Annę Spooner (1777-1847). Wilberforce spotkał się z Barbarą dwa dni później, 15 kwietnia 1797 roku, i zupełnie stracił dla niej głowę; po trwającym osiem dni szalonym romansie oświadczył się jej. Pomimo namów przyjaciół aby trochę zwolnił, 30 maja 1797 roku w Bath para zawarła małżeństwo. Byli sobie bardzo oddani, a Barbara była bardzo troskliwa i wspierała go w miarę jak zdrowie małżonka z czasem się pogarszało. Żona wykazywała jednak małe zainteresowanie działalnością polityczną Williama. W ciągu niespełna dziesięciu lat państwo Wilberforce dorobili się sześciorga dzieci: William (ur. 1798), Barbara (ur. 1799), Elizabeth (ur. 1801), Robert Isaac Wilberforce (ur. 1802), Samuel Wilberforce (ur. 1805) i Henry William Wilberforce (ur. 1807). Wilberforce był pobłażliwym i rozkochanym w swoich dzieciach ojcem; uwielbiał przebywać w domu i bawić się z dziećmi.
Pierwsze lata XIX wieku były okresem ponownego zainteresowania opinii publicznej sprawami abolicji. W 1804 roku Clarkson na nowo podjął pracę w tym kierunku, a towarzystwo Society for Effecting the Abolition of the Slave Trade, działające na rzecz zakazu handlu niewolnikami, zaczęło organizować spotkania jak poprzednio. Do Towarzystwa przystąpili nowi, wpływowi członkowie, tacy jak Zachary Macaulay, Henry Brougham i James Stephen. W czerwcu 1804 roku projekt ustawy zakazującej handlu niewolnikami Wilberforce’a przeszedł wszystkie etapy procesu legislacyjnego w Izbie Gmin. Ze względu jednak na to, że sesja parlamentarna zbliżała się już ku końcowi i było zbyt późno na przeprowadzenie procesu legislacyjnego w Izbie Lordów, projekt ustawy został ponownie wprowadzony w roku następnym 1805. Tym razem projekt nie przeszedł. Nawet zazwyczaj pozytywnie ustosunkowany do niego Pitt nie poparł go. Również w tym przypadku abolicja została zahamowana przez nazbyt ufny, a nawet łatwowierny charakter Wilberforce’a. Na kampanii ciążył pełen admiracji stosunek Wilberforce do ludzi sprawujących władzę. Nie był on w stanie uwierzyć, że ludzie na wysokich stanowiskach nie będą czynić tego, co on uważał za absolutnie słuszne, nie potrafił też się im przeciwstawić wtedy, kiedy działali wbrew tej słuszności.

### Końcowy etap kampanii
Po śmierci Pitta w styczniu 1806 roku Wilberforce zaczął w większym stopniu współpracować z partią Wigów. Wspierał on rząd Grenville’a Foxa, który miał w swoim składzie sporą grupę abolicjonistów; Wilberforce i Charles Fox prowadzili kampanię w Izbie Gmin, a William Grenville popierał sprawę w Izbie Lordów.

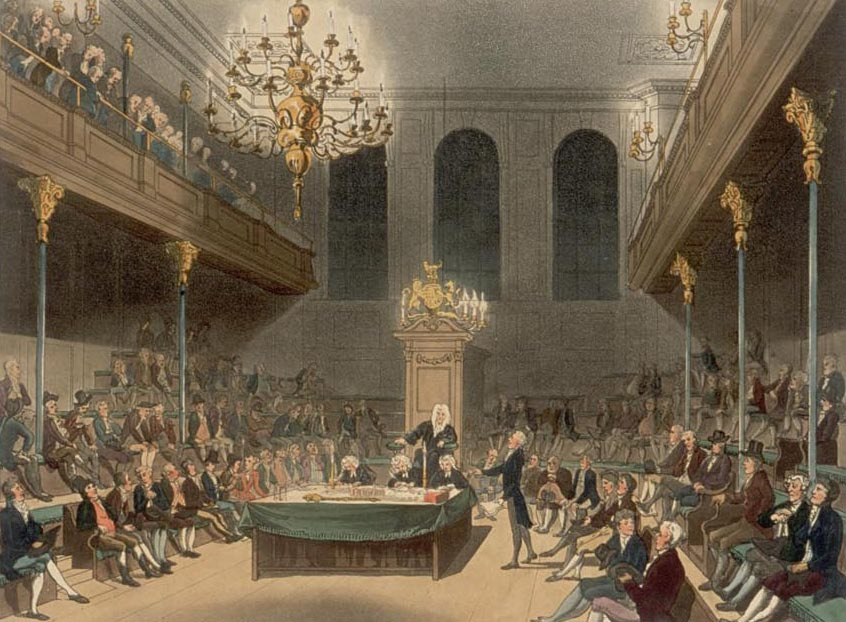
Izba Gmin w czasach Wilberforce’a.
Obraz Augustusa Pugina i Thomasa Rowlandsona (1808–11)

 Radykalną zamianę taktyki, która pociągała za sobą wprowadzenie projektu ustawy zakazującej obywatelom brytyjskim wspieranie lub branie udziału w handlu niewolnikami do kolonii francuskich, zasugerował prawnik James Stephen, zajmujący się handlem zagranicznym. Było to sprytne posunięcie, ponieważ większość statków brytyjskich pływała wówczas pod flagą amerykańską, dostarczając niewolników koloniom zagranicznym, z którymi Brytania prowadziła wojnę. Projekt ustawy został wprowadzony i przyjęty przez gabinet, a Wilberforce i inni abolicjoniści, aby nie zwracać uwagi na konsekwencje ustawy, nie zabierali głosu w tej sprawie. Takie podejście przyniosło sukces i nowy projekt ustawy handlu zagranicznego niewolnikami (ang. Foreign Slave Trade Bill) został szybko uchwalony; 23 maja 1806 roku uzyskał aprobatę królewską (ang. Royal Assent). Przez poprzednie dwie dekady Wilberforce i Clarkson zebrali ogromną liczbę świadectw przemawiających przeciw handlowi niewolnikami. Wilberforce wykorzystał je przy pisaniu listu o zakazie handlu niewolnikami (ang. A Letter on the Abolition of the Slave Trade), w którym w wyczerpujący sposób ponownie przedstawił sprawę abolicji. Po śmierci Foxa, we wrześniu 1806 roku, na jesieni odbyły się wybory powszechne. Niewolnictwo stało się tematem wyborczym. W Izbie Gmin znalazła się większa liczba abolicjonistów niż dotychczas, wśród nich byli żołnierze, którzy sami doświadczyli grozy niewolnictwa i buntów niewolników. W wyborach Wilberforce został ponownie wybrany posłem z okręgu Yorkshire; po nich miał czas na dokończenie i opublikowanie "listów", które w rzeczywistości były 400-stronicową książką; stanowiła ona podstawę ostatniej fazy kampanii zakazu handlu niewolnikami.
Chcąc stawić czoła najpierw większemu wyzwaniu, premier, Lord Grenville, zdecydował się przeprowadzić projekt ustawy abolicyjnej w pierwszej kolejności w Izbie Lordów a potem w Izbie Gmin. W Izbie Lordów ustawa przeszła znaczną większością głosów. Wyczuwając przełom, którego oczekiwano od dłuższego czasu, Charles Grey wnioskował, aby drugie czytanie w Izbie Gmin odbyło się 23 lutego 1807 roku; projekt ustawy przeszedł stosunkiem głosów 283 do 16. Wilberforce płakał ze szczęścia podczas składania gratulacji. Zachwyceni zwolennicy ustawy sugerowali wykorzystanie większości do przegłosowania zakazu samego niewolnictwa, ale Wilberforce wyraźnie oświadczył, że całkowite wyzwolenie nie jest jego najbliższym celem: Nie mieli na ten czas żadnego innego zadania przed sobą, jak tylko te, by zablokować przewóz przez brytyjskie statki ludzi jako niewolników na sprzedaż, (ang. "They had for the present no object immediately before them, but that of putting stop directly to the carrying of men in British ships to be sold as slaves."). 25 marca 1807 roku ustawa zakazująca handlu niewolnikami (ang. The Slave Trade Act) uzyskała aprobatę królewską (ang. Royal Assent).

## Inne sprawy

### Reformy polityczne i społeczne
Jeżeli chodzi o kontestowanie istniejącego porządku politycznego i społecznego, Wilberforce był niezmiernie konserwatywny. Był zwolennikiem zmian społecznych poprzez propagowanie wartości chrześcijańskich, poprawę obyczajów, wychowanie i naukę religii; obawiał się i przeciwstawiał radykalnym rozwiązaniom i rewolucji. Radykał, pisarz i publicysta William Cobbett był jednym z tych, którzy atakowali Wilberforce’a, nazywając hipokryzją prowadzenie kampanii na rzecz lepszych warunków pracy niewolników, podczas gdy nie dostrzega się strasznych warunków życia brytyjskich robotników: Niczego nie uczyniłeś, aby polepszyć życie robotników w tym kraju, (ang. "Never have you done one single act, in favour of the labourers of this country"), pisał Cobbett. Krytycy zauważyli, że w roku 1795 Wilberforce popierał zawieszenie prawa habeas corpus, a także głosował za tzw. "Gagging Bills", czyli ustawami kneblowymi, zakazującymi zgromadzeń powyżej 50 osób i umożliwiającymi areszt osób przemawiających publicznie i nakładanie dotkliwych kar na osoby krytykujące konstytucję. Wilberforce sprzeciwiał się przyznaniu prawa do organizowania się robotników w związki zawodowe. W roku 1799 przemawiał na rzecz tzw. ustawy o zmowach (ang. Combination Act), która tłumiła działania związków zawodowych w Zjednoczonym Królestwie. Wilberforce nazywał związki zawodowe powszechną chorobą w naszym społeczeństwie, (ang. "a general disease in our society"). Sprzeciwiał się też dochodzeniu w sprawie tzw. masakry Peterloo w roku 1819, w której na wiecu politycznym zginęło jedenaścioro protestujących, którzy domagali się reform. Niepokojąc się działaniami złych ludzi, którzy chcieli siać zamieszanie i anarchię, (ang. "bad men who wished to produce anarchy and confusion"), chwalił sześć ustaw rządowych, tzw. Six Acts, które dodatkowo ograniczały wolność zgromadzeń i wolność słowa – tzw. wywrotowe pisma, (ang. seditious writings). Działania Wilberforce’a skłoniły eseistę Williama Hazlitta do potępienia go jako osoby, która prawi dzikusom bez wykształcenia o podstawowych wartościach chrześcijańskich, a toleruje ich jaskrawe nadużycia w państwach cywilizowanych., (ang. "who preaches vital Christianity to untutored savages, and tolerates its worst abuses in civilised states.").

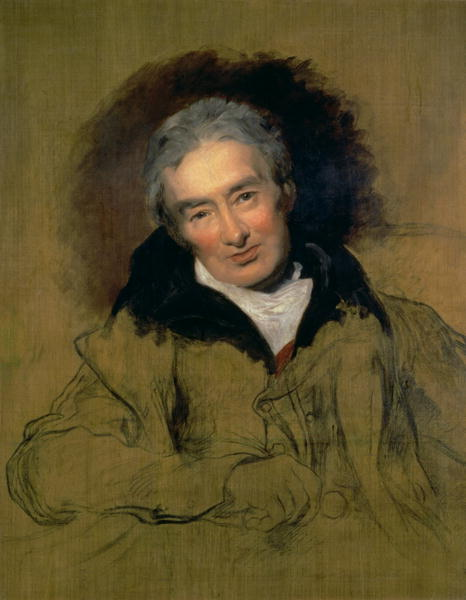
Niedokończony portret pędzla
sir Thomasa Lawrence’a, 1828

Poglądy Wilberforce’a na temat religii i kobiet były również konserwatywne, jeśli nie wsteczne. Nie aprobował kobiet-aktywistek działających w ruchu abolicjonistycznym, takich jak Elizabeth Heyrick, która w latach dwudziestych XIX wieku organizowała przeciwniczki niewolnictwa: Kobiety organizujące spotkania, publikujące, chodzące od domu do domu, burzące opinie publiczną petycjami – to wszystko wydaje mi się postępowaniem niestosownym dla kobiecego charakteru, przynajmniej takiego, jakim go przedstawia Pismo., (ang. "[F]or ladies to meet, to publish, to go from house to house stirring up petitions – these appear to me proceedings unsuited to the female character as delineated in Scripture."). Początkowo Wilberforce mocno sprzeciwiał się równouprawnieniu katolików, czyli ustawie Catholic emancipation, która pozwalała im na zostanie posłem do parlamentu, sprawowanie urzędów publicznych i służenie w armii. Zmienił on jednak swoją opinię i od 1813 roku opowiadał się za ustawą o podobnym charakterze.
Wilberforce był zwolennikiem zmian legislacyjnych mających na celu poprawę warunków pracy kominiarzy i pracowników przemysłu włókienniczego, angażował się w reformę więziennictwa i wspierał kampanie na rzecz ograniczenia stosowania kary śmierci oraz surowych kar wymierzanych na podstawie praw łowieckich – Game Laws. Wilberforce dostrzegał wagę wykształcenia w łagodzeniu ubóstwa. Kiedy Hannah More i jej siostra zakładały szkółki niedzielne dla biednych w Somerset i Mendip, zapewnił im moralne i finansowe wsparcie, kiedy napotkały one sprzeciw właścicieli ziemskich i kleru anglikańskiego. Od końca lat osiemdziesiątych osiemnastego wieku Wilberforce prowadził kampanię na rzecz ograniczonych reform parlamentarnych, takich jak likwidacja okręgów wyborczych w tzw. zgniłych miasteczkach i ponowny rozdział mandatów do Izby Gmin, biorący pod uwagę wzrost liczby mieszkańców nowych przemysłowych ośrodków; aczkolwiek od roku 1832 obawiał się, że działania reformatorskie idą tu za daleko. Z pomocą innych Wilberforce ustanowił pierwszą na świecie organizację opieki nad zwierzętami: Towarzystwo Zapobiegania Okrucieństwu wobec Zwierząt, (ang. Society for the Prevention of Cruelty to Animals), obecnie Królewskie Towarzystwo Zapobiegania Okrucieństwu wobec Zwierząt, (ang. Royal Society for the Prevention of Cruelty to Animals). Wilberforce sprzeciwiał się pojedynkowaniu; nazywał je wstydem chrześcijańskiego społeczeństwa, (ang. "disgrace of a Christian society"). Był oburzony, kiedy w roku 1798 jego przyjaciel Pitt pojedynkował się, tym bardziej, że miało to miejsce w niedzielę.
Wilberforce nie szczędził ani pieniędzy, ani czasu dla bliźnich, wierzył w to, że bogaci mają obowiązek dzielenia się z potrzebującymi. Co roku rozdawał tysiące funtów, dużą część duchownym do podziału między parafian. Oprócz tego spłacał długi innych, wspierał wykształcenie i prace misyjne. W latach chudych, kiedy brakowało żywności, oddawał na cele charytatywne więcej niż wynosił jego roczny dochód. Wilberforce był wyjątkowo gościnny, nie potrafił pozbyć się żadnego ze swoich służących; z tego też powodu jego dom był pełen starych i nieudolnych służących utrzymywanych ze środków charytatywnych. Chociaż często nie miał czasu na odpisywanie na listy, zalegając z korespondencją całymi miesiącami, to odpowiadał na liczne prośby o radę lub pomoc w uzyskaniu katedry uniwersyteckiej, awansu w wojsku, beneficjum, czy na prośbę o pomoc we wstrzymaniu egzekucji.

### Chrześcijaństwo ewangelikalne
Jako zwolennik ewangelikalnego skrzydła Kościoła Anglii, Wilberforce wierzył, że rewitalizacja Kościoła i chrześcijańskie posłuszeństwo doprowadzą do harmonijnego i moralnego społeczeństwa. Wilberforce próbował podnieś rangę religii w życiu publicznym i prywatnym oraz sprawić, aby pobożność stała się modna wśród średnich i wyższych warstw społeczeństwa. Działając w tym duchu w kwietniu roku 1797 Wilberforce opublikował książkę pod nieco przydługim tytułem Praktyczne spojrzenie na system religijny, dominujący wśród uważających się za chrześcijan ludzi z klasy wyższej i średniej tego kraju, w zestawieniu z prawdziwym chrześcijaństwem, (ang. A Practical View of the Prevailing Religious System of Professed Christians in the Higher and Middle Classes of This Country Contrasted With Real Christianity), nad którą pracował od roku 1793. Książka przedstawiała dogmaty i prawdy wiary zawarte w Nowym Testamencie oraz wzywała do ożywienia chrześcijaństwa. Celem autora było w równym stopniu obnażenie niedostatków chrześcijaństwa nominalnego, deklarowanego, co i objaśnienie podstaw chrześcijaństwa rzeczywistego i prawdziwego. Książka była jego własnym, osobistym świadectwem i przedstawiała poglądy, które inspirowały go do działania. Fundamentalne przesłanie książki mówi o zepsuciu ludzkiej natury. Wilberforce był przekonany, że religia i moralność w ówczesnej Anglii chyliły się ku upadkowi. Książka okazała się bestsellerem, a co ważniejsze wpływała na zmianę myślenia i postępowania. W ciągu sześciu miesięcy sprzedano 7500 egzemplarzy; przetłumaczono ją na kilka języków.
Wilberforce rozwijał i popierał działalność misyjną w Brytanii i za granicą. Był członkiem założycielem towarzystwa misyjnego Church Missionary Society (obecnie zwanym Church Mission Society), a także wielu innych organizacji ewangelikalnych i charytatywnych. Wilberforce był przerażony brakiem chrześcijańskiego ewangelikalizmu w Indiach, więc kiedy nadarzyła się okazja i w 1793 roku Brytyjska Kompania Wschodnioindyjska zmieniała swój statut, zaproponował dodanie klauzuli, w której Kompania miała zobowiązać się do utrzymania nauczycieli i kapelanów, dbających o poprawę religijności, (ang. "religious improvement"), Hindusów. Ze względu na sprzeciw dyrektorów Kompanii, którzy obawiali się, że ich interesy handlowe ucierpią na takim zobowiązaniu, plan się nie powiódł. W 1813 roku, kiedy statut Kompanii był odnawiany kolejny raz, Wilberforce próbował i tym razem: wysyłał petycje, listy, organizował spotkania i używał swoich wpływów by wprowadzić oczekiwane przez siebie zmiany. Wypowiadając się za ustawą Charter Act 1813, krytykował Indie Brytyjskie za ich hipokryzję i uprzedzenia rasowe, ale jednocześnie potępiał niektóre aspekty Hinduizmu, takie jak: system kastowy, dzieciobójstwo, poligamię i zwyczaj sati. Porównując obyczaje Hindusów z obyczajowością chrześcijańską mówił: nasza religia jest wzniosła, zbawienna; ich jest nędzna, lubieżna i okrutna, (ang. "Our religion is sublime, pure, beneficent; theirs is mean, licentious and cruel").

### Reforma moralna
Wilberforce nie godząc się z tym, co uważał za zwyrodnienie brytyjskiego społeczeństwa, działał aktywnie na rzecz reformy moralnej. Jego sprzeciw wyrażał się w słowach, które obrazują jego pogląd na ówczesny stan obyczajów: potok plugastwa, który z dnia na dzień zalewa nas coraz bardziej, (ang. "the torrent of profaneness that every day makes more rapid advances"). Sprawy reformy moralnej jak i zakazu handlu niewolnikami uważał on za równie ważne. Pod wpływem sugestii Wilberforce'a i biskupa Porteusa, Arcybiskup Canterbury poprosił króla Jerzego III o wydanie w roku 1787 proklamacji o odwodzeniu od występku, (ang. Proclamation for the Discouragement of Vice), która miała być tamą dla przypływu niemoralności. Proklamacja nakazywała ścigać sądownie osoby pijane, bluźniące, przeklinające, wulgarne, nieprzestrzegające świętości niedzieli i inne osoby rozpustne, niemoralne i prowadzące nieporządne życie. Obojętność, z którą, w dużej mierze, spotkały się te działania, skłoniła Wilberforce'a do założenia Towarzystwa do Walki z Występkiem, którego celem było zwiększenie siły oddziaływania reform moralnych i mobilizowanie poparcia osób publicznych dla tych reform. Te i inne stowarzyszenia, takie jak Towarzystwo proklamacyjne, w których Wilberforce grał pierwsze skrzypce, stawiały sobie za zadanie zdobywanie poparcia dla surowego traktowania osób "niemoralnych"; zarzucano im łamanie prawa i stawiano w stan oskarżenia za prowadzenie domów publicznych, rozprowadzanie materiałów pornograficznych, nieprzestrzeganie świętości niedzieli. Parę lat później, pisarz i duchowny Sydney Smith krytykował Wilberforce’a za to, że był bardziej zainteresowany tępieniem grzechów ludzi biednych niż bogatych, sugerował też, że bardziej odpowiadającą charakterowi towarzystwa nazwą byłaby nazwa Towarzystwo do walki z występkami osób, których roczny dochód nie przekracza 500 funtów, (ang. "suppressing the vices of persons whose income does not exceed £500 per annum"). Jeśli chodzi o liczbę członków i poparcie towarzystw, to nie odniosły one wielkiego sukcesu, natomiast ich działalność doprowadziła do uwięzienia Thomasa Williamsa, który wydrukował Wiek Rozumu Thomasa Paine’a. Próby Wilberforce’a uchwalenia ustawy przeciwdziałającej cudzołóstwu i wydawaniu gazet w niedziele również spaliły na panewce. Niemniej jednak jego zaangażowanie i przewodzenie innym sprawom, które w mniejszym stopniu miały na względzie karanie, przyniosły w dłuższej perspektywie większy sukces. Pod koniec jego życia brytyjskie obyczaje, maniery i społeczna odpowiedzialność wzrosły, torując drogę zmianom społecznych konwencji i zachowań, które w pełni rozwinęły się w epoce wiktoriańskiej.

### Zniesienie niewolnictwa
Wbrew nadziejom abolicjonistów, niewolnictwo nie zniknęło wraz z zakazem handlu niewolnikami w Imperium Brytyjskim – tylko nieliczne kraje poszły śladem brytyjskim i wprowadziły ten zakaz; również warunki życia niewolników nie poprawiły się. Handel trwał także i z tego powodu, że niektóre statki brytyjskie nie przestrzegały prawa. Royal Navy patrolowała Ocean Atlantycki, starając się przechwycić statki obcych bander przewożące niewolników. W celu wprowadzenia zakazu również w innych krajach, Wilberforce współpracował z członkami African Institution. Jego działania odniosły w końcu pewien sukces: w roku 1808 w Stanach Zjednoczonych zakazano handlu niewolnikami. Wilberforce starał się też dodatkowo wpłynąć na administrację amerykańską tak, aby ta działała bardziej zdecydowania w kwestii zakazu handlu niewolnikami.
Tego samego roku Wilberforce przeprowadził się wraz z rodziną z Clapham do Kenisington Gore, obszernej rezydencji z dużym ogrodem znajdującej się bliżej budynków parlamentu. Wilberforce nigdy nie miał mocnego zdrowia, ale od roku 1812 jeszcze się ono pogorszyło. Z tego powodu zrezygnował z mandatu z Yorkshire i został posłem ze "zgniłego miasteczka" Barmber w hrabstwie Sussex. Posiadanie mandatu z tego okręgu nie pociągało za sobą wielu obowiązków, tak więc Wilberforce mógł przeznaczyć więcej czasu na życie rodzinne i sprawy które go interesowały. Począwszy od roku 1816 Wilberforce wprowadził szereg projektów ustaw, które wymagały obowiązkowego rejestrowania niewolników i podawanie szczegółów na temat kraju ich pochodzenia, co pozwalało na wykrycie nielegalnego importu niewolników z zagranicy. Później w tym samym roku zaczął otwarcie potępiać istnienie samego niewolnictwa, chociaż nie domagał się jeszcze natychmiastowego wyzwolenia niewolników, ponieważ: zawsze uważali niewolników za niezdolnych do wolności w obecnej chwili, ale mieli nadzieję, że stopniowa zmiana może się dokonać jako naturalny skutek abolicji (ang. "They had always thought the slaves incapable of liberty at present, but hoped that by degrees a change might take place as the natural result of the abolition.").
W roku 1820 przy słabnącym zdrowiu i pogarszającym się wzroku, Wilberforce podjął decyzję o ograniczeniu swojej działalności publicznej w jeszcze większym niż dotychczas stopniu. Mimo tego został wplątany w nieudane próby mediacji pomiędzy królem Jerzym IV a jego żoną Karoliną Brunszwicką, która starała się dochodzić swych praw jako królowa. Niemniej jednak Wilberforce nie dystansował się od działalności publicznej na tyle, by porzucić najważniejszą dla niego sprawę zniesienia niewolnictwa. Miał jeszcze ciągle nadzieję na położenie podwalin pod przyszłe działania zmierzające do wyzwolenia biednych niewolników (ang. "to lay a foundation for some future measures for the emancipation of the poor slaves") – wyzwolenia, które, jak wierzył, powinno następować stopniowo w etapach. Będąc świadomym tego, że do dalszego prowadzenia sprawy potrzeba młodszych ludzi, w roku 1821 poprosił kolegę z parlamentu, Thomasa Fowella Buxtona, o przejęcie przywództwa kampanii w Izbie Gmin. W kolejnych latach drugiej dekady XIX wieku Wilberforce w coraz większym stopniu stawał się jedynie symbolicznym przywódcą ruchu abolicjonistycznego, choć pojawiał się na spotkaniach przeciwników niewolnictwa, witał gości i utrzymywał ożywioną korespondencję.
W roku 1823 zostało założone Towarzystwo Łagodzenia i Stopniowego Znoszenia Niewolnictwa, (ang. Society for the Mitigation and Gradual Abolition of Slavery), później zwane towarzystwem przeciw niewolnictwu, (ang. Anti-Slavery Society), opublikowano też 56-stronicowy apel, autorstwa Wilberforce'a, do religii, sprawiedliwości i człowieczeństwa mieszkańców Imperium Brytyjskiego w imieniu niewolników murzyńskich w Indiach Zachodnich, (ang. Appeal to the Religion, Justice and Humanity of the Inhabitants of the British Empire in Behalf of the Negro Slaves in the West Indies). Wilberforce wyraził w nim opinię, że całkowite wyzwolenie jest moralnym i etycznym obowiązkiem i że niewolnictwo jest narodową zbrodnią. Kres niewolnictwu musi położyć ustawa parlamentarna stopniowo wprowadzająca jego zakaz. Posłowie do parlamentu nie zgodzili się od razu na propozycję Wilberforce, a w marcu 1823 roku opozycja storpedowała jego projekty. 15 maja 1823 roku w parlamencie Buxton przedstawił wniosek proponujący stopniowe wyzwolenie niewolników. Następowały kolejne debaty, 16 marca i 11 czerwca 1824 roku, w których Wilberforce wygłosił swoje ostatnie przemówienia w Izbie Gmin. W debatach tych, wymanewrowani przez rząd, zwolennicy zniesienia niewolnictwa nie zdołali przeforsować swojego projektu.

## Ostatnie lata
W latach 1824 i 1825 zdrowie Wilberforce’a ciągle się pogarszało, a do tego doszły jeszcze kłopoty codzienne i nowe choroby. Rodzina troszcząc się o jego zdrowie i życie, skłoniła go do rezygnacji z tytułu para i z mandatu poselskiego. Ciężar pracy spadł na jego współpracowników. Thomas Clarkson podróżował po kraju i wspierał aktywistów ruchu, był też ambasadorem sprawy abolicji w innych krajach, Buxton natomiast starał się zastąpić Wilberforce'a w parlamencie. Organizowanie publicznych spotkań i pisanie petycji żądających zniesienia niewolnictwa zyskiwało poparcie coraz to nowych grup społecznych, które wspierały raczej jednorazowy akt zniesienia niewolnictwa, niż działania stopniowe, tak jak tego chciał Wilberforce i Clarkson. 

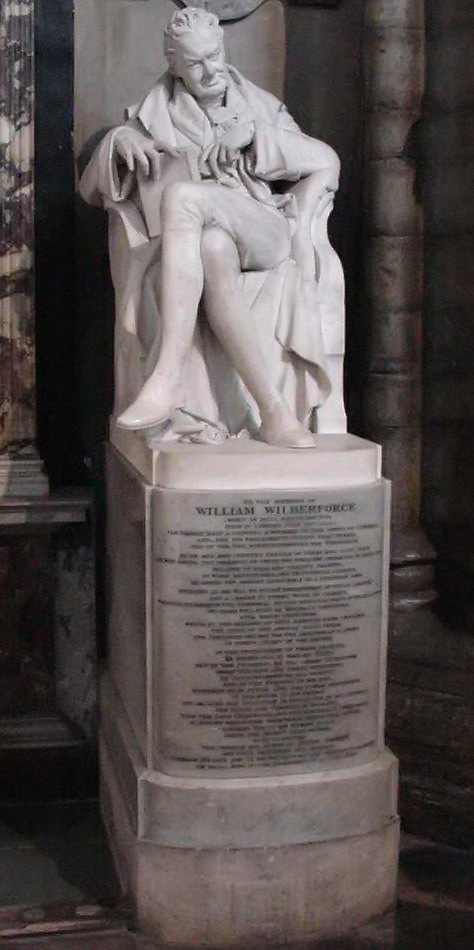
Wilberforce został pochowany w Opactwie westminsterskim obok Pitta. Pomnik ten został wystawiony w 1840 roku w północnej nawie chóru.

 W 1826 Wilberforce przeprowadził się ze swojego ogromnego domu w Kensington Gore do Highwood Hill, skromniejszej posiadłości na wsi Mill Hill na północ od Londynu. Wkrótce dołączył do niego jego syn William z rodziną. William próbował kariery w oświacie, próbował też profesjonalnie zająć się rolnictwem, wszystko to jednak skończyło się niepowodzeniem, dodatkowo poniósł ogromne straty finansowe, które jego ojciec pokrył w całości z własnej kieszeni. Z bardzo skromnymi środkami, które mu pozostały, Wilberforce zmuszony był wynająć dom i mieszkać do końca swojego życia u przyjaciół i rodziny. Pomimo tych kłopotów i słabnącego zdrowia, poparcie Wilberforce'a dla sprawy zniesienia niewolnictwa nie zmniejszyło się; brał udział tak jak wcześniej w spotkaniach przeciwników niewolnictwa, a nawet im przewodniczył.
W roku 1830 wybory wygrali tzw. postępowi Wigowie. Wilberforce przyjął ich zwycięstwo z mieszanymi uczuciami: niepokoiła go perspektywa wprowadzenia w życie projektu ustawy reformatorskiej, tzw. Reform Bill. Projekt proponował nowy podział mandatów parlamentarnych z uwzględnieniem wzrostu znaczenia miast i osad przemysłowych, ponadto przewidywał rozszerzenie prawa wyborczego. W rezultacie tego, jak również intensywnej i rosnącej agitacji skierowanej przeciwko niewolnictwu, w parlamencie znalazła się większa liczba zwolenników abolicji. W tym samym roku, 1832, na Jamajce wybuchł bunt niewolników. Od tego momentu ministrowie rządu Jego Królewskiej Mości zaczęli w większym niż dotychczas stopniu skłaniać się ku abolicji jako sposobu uniknięcia buntów w przyszłości. W roku 1833 zdrowie Wilberforce'a dalej się pogarszało, zaatakowała go grypa, po której już nie wrócił do pełnego zdrowia. W kwietniu 1833 roku na spotkaniu w Maidstone wygłosił swoje ostatnie przemówienie przeciw niewolnictwu. W miesiąc po tym rząd Wigów przedłożył projekt ustawy o zniesieniu niewolnictwa, (ang. Bill for the Abolition of Slavery). W ten sposób rząd wyrażał swój szacunek Wilberforce'owi. 26 lipca 1833 roku Wilberforce usłyszał o decyzji rządu, która bezpośrednio prowadziła do wprowadzenia ustawy znoszącej niewolnictwo. Następnego dnia stan jego zdrowia znacznie się pogorszył. Umarł rano 29 lipca w domu swojego kuzyna w Cadogan Place w Londynie.
Miesiąc po jego śmierci Izba Lordów uchwaliła ustawę znoszącą niewolnictwo; ustawa miała wejść w życie począwszy od sierpnia 1834 roku. W ramach rekompensaty dla właścicieli plantacji przegłosowano, że otrzymają oni 20 milionów funtów. Dzieciom poniżej szóstego roku życia przyznano całkowitą wolność. Ustanowiono też system praktycznej nauki zawodu, który przewidywał, że byli niewolnicy mieli pracować dla swoich byłych panów jeszcze od czterech do sześciu lat. Ustawa dotyczyła brytyjskich posiadłości w Indiach Zachodnich, Południowej Afryce, na Mauritiusie, w Hondurasie i w Kanadzie. Prawie 800 000 afrykańskich niewolników zyskało wolność, większość z nich na Karaibach.

### Pogrzeb
Wilberforce wyraził życzenie, aby był pochowany w Stoke Newington razem ze swoją siostrą i córką. Życzeniu temu nie stało się zadość, ponieważ czołowi przywódcy obu izb parlamentu nalegali, aby Wilberforce'a uhonorować pochówkiem w Opactwie Westminsterskim. Rodzina zgodziła się i 3 sierpnia 1833 roku Wilberforce został pochowany w północnym transepcie Opactwa, nieopodal swojego przyjaciela Williama Pitta. Na pogrzebie byli obecni członkowie parlamentu oraz zwykli obywatele. Trumnę nieśli Książę Gloucester, Lord Kanclerz Henry Brougham i Spiker Izby Gmin Charles Manners-Sutton.
Podczas składania kondolencji i chowania Wilberforce’a na miejsce wiecznego spoczynku na znak szacunku obie izby parlamentu zawiesiły swoje obrady.

## Dziedzictwo

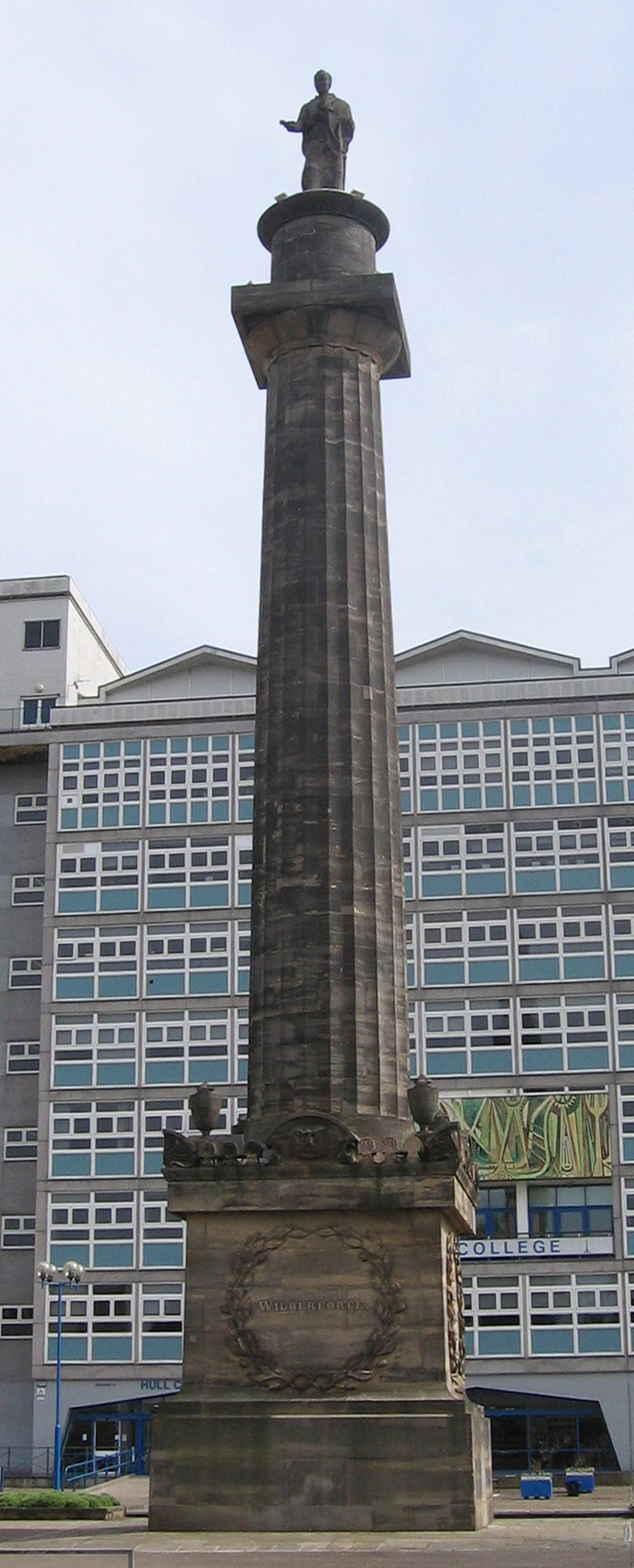
Pomnik Wilberforce’a na terenie Hull College

Pięć lat po śmierci Wilberforce’a jego synowie, Robert i Samuel, opublikowali pięciotomową biografię ojca, a w roku 1840 wydali zbiór jego listów. Biografia napisana przez synów Wilberforce'a wzbudziła kontrowersje. Jej autorzy podnosili znaczenie swojego ojca kosztem Thomasa Clarksona, którego wkładu nie docenili. Wzburzony tym Clarkson, wrócił z emerytury, aby napisać książkę poddającą krytyce wersję synów Wilberforce’a. Aby załagodzić sytuację, Robert i Samuel przeprosili Clarksona za zlekceważenie jego roli, w korekcie zaś usunęli fragmenty książki, które były dla niego nie do przyjęcia. Niewiele to jednak zmieniło, przez ponad wiek w książkach do historii Wilberforce był przedstawiany jako najważniejsza postać ruchu abolicjonistycznego. Z czasem historycy zwrócili uwagę na to, że relacje między Clarksonem i Wilberforcem były ciepłe, co w dużej mierze przyczyniło się do ich sukcesu i zniesienia niewolnictwa. Ten rodzaj relacji historycy nazwali wzorowym przykładem współpracy, jakich niewiele zna historia: bez parlamentarnego przywództwa Wilberforce’a, jak również bez mobilizacji społecznej oraz gromadzenia dowodów i świadectw na poparcie abolicji (czym zajmował się Clarkson) zniesienie niewolnictwa nie byłoby możliwe.
Robert i Samuel pragnęli, aby ich ojciec był postrzegany jako chrześcijański bohater, mąż stanu i święty zarazem, jako świadectwo tego, że wiara czyni cuda. Niezależnie jednak od kontekstu religijnego był on uznawany za postać humanitarnego reformatora przekształcającego polityczne i społeczne postawy, za człowieka podkreślającego wartość odpowiedzialności i aktywności społecznej. W latach czterdziestych dwudziestego wieku Eric Williams, polityk i uczony, argumentował, że abolicja była motywowana nie tyle względami humanitarnymi co ekonomicznymi, ponieważ przemysł cukrowy w Zachodnich Indiach przeżywał upadek. Poglądy Williamsa zaważyły na sposobie oceniania Wilberforce'a i "Kliki z Clapham" i przyczyniły się do niedoceniania jego i jego towarzyszy z ruchu abolicjonistycznego. Jednak, jak ostatnio zauważyli historycy, przemysł cukrowy po zniesieniu niewolnictwa przynosił duże zyski. Skłoniło to niektórych historyków do zrewidowania poglądów na temat Wilberforce’a oraz ewangelikalnych chrześcijan i do przedstawienia ich w bardziej pozytywnym świetle. Obecnie nie lekceważy się już ich roli, dostrzega się w nich raczej prekursorów współczesnych kampanii humanitarnych.

## Pomniki
Życie i pracę Wilberforce’a upamiętniono zarówno w Anglii jak i w innych krajach. W roku 1840 w Opactwie westminsterskim wzniesiono posąg Wilberforce’a wykonany przez Samuela Josepha. Przedstawia on postać siedzącą i trzymającą w ręku inskrypcję z pochwałą wytrwałej pracy i innych cnót chrześcijańskich, które cechowały Wilberforce’a w jego niestrudzonych wysiłkach na rzecz likwidacji handlu niewolnikami i zniesienia niewolnictwa.
W 1834 roku w Hull, w rodzinnym mieście Wilberforce’a, z datków publicznych ufundowano pomnik: 31-metrową kolumnę w stylu doryckim; na jej szczycie stoi posąg Wilberforce’a. Pomnik znajduje się obecnie na terenie szkoły wyższej w Hull, nieopodal ogrodów królowej – Queen's Garden. W 1903 roku dom w którym urodził się Wilberforce wykupiła rada miejska. Po renowacji dom Wilberforce’a pełnił funkcje pierwszego muzeum niewolnictwa. W 1833 roku w York założono szkołę jego imienia dla dzieci ociemniałych – Wilberforce Memorial School.
Liczne kościoły Wspólnoty anglikańskiej w swoim kalendarzu liturgicznym czczą pamięć Wilberforce’a. Założony w 1856 roku uniwersytet w Ohio w Stanach Zjednoczonych nosi jego imię – Wilberforce University. Był on pierwszym uniwersytetem afroamerykańskim i należy do grupy tzw. historycznych czarnych szkół wyższych i uniwersytetów (ang. Historical Black Colleges and Universities).
W roku 2006 nakręcono film pod tytułem Głos wolności, (ang. "Amazing Grace"), w reżyserii Michaela Apteda (w roli głównej Ioana Gruffudda). Opowiada on o walce Wilberforce’a przeciwko handlowi niewolnikami. Film był wyświetlany w 2007 roku, w dwusetną rocznicę uchwalenia przez parlament zakazu przewożenia niewolników przez poddanych brytyjskich.